# Vatan
Vatan er en commune i Indre départementet i Centralfrankrig.
Byen har et ugentligt marked om onsdagen.